# قائمة بلديات الأردن

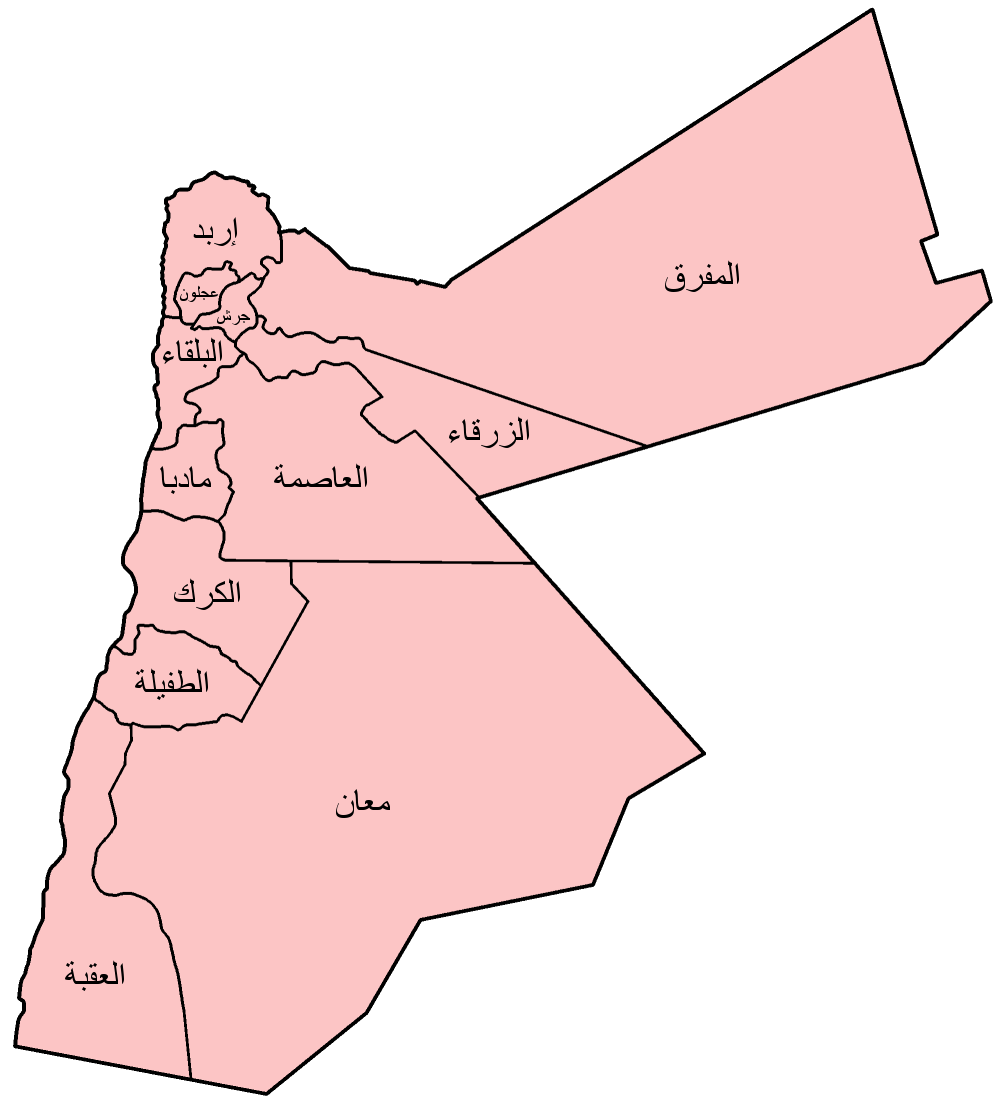
خريطة المملكة الأردنية الهاشمية

يوجد في الأردن 100 بلدية وأمانة واحدة هي أمانة عمان الكبرى، وتُعرف أيضاً في الأردن باسم «أمانة عمان». البلديات في الأردن لا تُعدُّ جزءاً من التقسيم الإداري في البلاد؛ وإنما تُعد تقسيمات ضمن التقسيمات الأدنى وفي أحيان عديدة تتبع لبلدية واحدة مناطق في تقسيمين إداريين منفصلين. وتقوم الحكومة الأردنية بإيكال المهام الصغرى للبلديات من أجل توزيع عادل للخدمات، ويدير تلك البلديات مجلس البلدية الذي يُنتخب كل أربع سنوات. يُذكر أن عمليات دمج البلديات في الأردن بدأت عام 1996؛ وذلك من خلال دمج المجالس البلدية والقروية المتجاورة. وقد وصل عدد المجالس البلدية بداية القرن الحادي والعشرين، تحديدا في عام 2001 م، إلى 386 مجلس قروي وبلدي، إضافة لمجالس الخدمات المشتركة. يُذكر أن البلديات تنقسم بدورها إلى مناطق وأحياء لأغراض إدارية وإحصائية.
وتتنوع البلديات في الأردن بشكل كبير، وذلك من ناحية المساحة وعدد السكان وغيرهما من المعايير. وتُقسم البلديات في الأردن إلى ثلاث فئات رئيسة؛ وهي بلديات الفئة الأولى مثل بلدية إربد الكبرى والتي غالبا ما تضم مراكز المدن الرئيسة في التقسيمات الإدارية الأردنية. إضافة لذلك هناك بلديات الفئة الثانية مثل بلدية سهل حوران، كما تأتي بلديات الفئة الثالثة لتمثل أصغر البلديات من ناحية المساحة والسكان. هذا بالإضافة لأمانة عمان الكبرى.
وتقوم على متابعة البلديات ودعمها وزارة الإدارة المحلية والتي كانت تُعرف سابقا باسم وزارة الشؤون البلدية. ويأتي ذلكم الدعم والإشراف بسبب أن التوجه نحو لا مركزية الإدارة لم تكن توجها للحكومات الأردنية وبسبب ضعف موارد البلديات المالية في كثير من الأحيان. وقد تأسست وزارة الإدارة المحلية عام 1965 م بكونها جزءا من وزارة الداخلية التي كانت اسمها آنذاك «وزارة الداخلية والشؤون البلدية»؛ لتنفصل بعد إحدى عشرة سنة باسم «وزارة الشؤون البلدية والقروية».
في الانتخابات البلدية لعام 2022 بلغ عدد البلديات الخاضعة للانتخابات 100 بلدية بالاضافة لامانة عمان الكبرى ومنطقة العقبة الخاصة واقليم البتراء.

## البلديات

### البلديات حسب عددها في المحافظات
| رقم | المافظة     | عدد البلديات |
| --- | ----------- | ------------ |
| 05  | العاصمة     | 8            |
| 01  | إربد        | 18           |
| 06  | البلقاء     | 9            |
| 07  | الزرقاء     | 7            |
| 08  | مأدبا       | 4            |
| 02  | المفرق      | 18           |
| 03  | جرش         | 5            |
| 04  | عجلون       | 5            |
| 09  | الكرك       | 10           |
| 12  | الطفيلة     | 4            |
| 10  | معان        | 7            |
| 11  | العقبة      | 5            |
| __  | العدد الكلي | 100          |

### البلديات حسب المحافظة

#### إربد
تتكون محافظة إربد من 18 بلدية، وهي:
|    | إسم البلدية           | المحافظة | الفئة  | المناطق التابعة للبلدية                                                                                        |
| 1  | بلدية اربد الكبرى     | إربد     | الأولى | اربد, فوعرا, بيت راس, كفر جايز, حكما, مرو, علعال, المغير, سال, بشرى, حواره, الصريح, ايدون, الحصن, النعيمة, كتم |
| 2  | بلدية غرب اربد        | إربد     |        | كفر يوبا, بيت يافا, زحر, سوم, ججين, دوقرا                                                                      |
| 3  | بلدية الرمثا الجديدة  | إربد     |        | الرمثا, البويضه                                                                                                |
| 4  | بلدية سهل حوران       | إربد     |        | الطره, الشجره, عمراوه, الذنيبه                                                                                 |
| 5  | بلدية خالد بن الوليد  | إربد     |        | ملكا, المنصورة, ام قيس, الحمة الاردنية, المخيبة                                                                |
| 6  | بلدية الكفارات        | إربد     |        | حبراص, حرثا, يبلا, الرفيد, عقربا, كفرسوم                                                                       |
| 7  | بلدية اليرموك الجديدة | إربد     |        | حريما, خرجا, اليرموك                                                                                           |
| 8  | بلدية معاذ بن جبل     | إربد     |        | الشونة الشمالية, العدسية, المنشية, وقاص                                                                        |
| 9  | بلدية الشعلة          | إربد     |        | سمر, سحم |
| 10 | بلدية السرو           | إربد     |        | سما الروسان, حاتم                                                                                              |
| 11 | بلدية طبقة فحل        | إربد     |        | الشيخ حسين, المشارع                                                                                            |
| 12 | بلدية شرحبيل بن حسنة  | إربد     |        | كريمه, وادي الريان                                                                                             |
| 13 | بلدية المزار الجديدة  | إربد     |        | المزار الشمالي, عنبه, دير يوسف, جحفيه, ارحابا, زوبيا                                                           |
| 14 | بلدية الطيبة الجديدة  | إربد     |        | الطيبة, دير السعنة, صما                                                                                        |
| 15 | بلدية دير أبي سعيد    | إربد     |        | |
| 16 | بلدية برقش            | إربد     |        | |
| 17 | بلدية رابية الكورة    | إربد     |        | |
| 18 | بلدية الوسطية         | إربد     |        | |

#### المفرق
تتكون محافظة المفرق من 18 البلدية وهي:
| إسم البلدية                  | المحافظة | الفئة | المناطق التابعة للبلدية |
| بلدية المفرق الكبرى          |          |       | المفرق, ام النعام الشرقية, ايدون بني حسن, ثغرة الجب, تجمعات سكانية ( ام النعام الغربية, الغدير الابيض)                                                                         |
| بلدية رحاب الجديدة           |          |       | رحاب بني حسن, الدجنية, تجمعات سكانية ( حمامة العليمات, حمامة العموش, هويشان, الدقمسة, نادرة, المدور, ام بطمه, دحل, خطلة, حميدو الكرام, ابو السوس, ام رمانه, ام خروبه, السحري ) |
| بلدية بلعما الجديدة          |          |       | بلعما, حيان الرويبض, الزنية, المزرعة, الخربة السمراء |
| بلدية حوشا الجديدة           |          |       | حوشا, الحمراء, المنصورة |
| بلدية منشية بني حسن          |          |       | منشية بني حسن |
| بلدية الخالدية               |          |       | الخالدية |
| بلدية الباسلية               |          |       | الحرش, فاع، الخناصري، بريقا |
| بلدية الزعتري والمنشية       |          |       | الزعتري, منشية السلطة |
| بلدية السرحان                |          |       | سما السرحان, مغير السرحان, جابر السرحان, روابي السرحان |
| بلدية الامير حسين بن عبدالله |          |       | ام السرب, الباعج, النهضة, تجمعات سكانية(الزبيدية, حويجة) |
| بلدية ام الجمال الجديدة      |          |       | ام الجمال, الكوم الاحمر و رسم الحصان, روضة الاميرة بسمة, عمره و عميرة |
| بلدية صبحا والدفيانه         |          |       | صبحا و صبحية, الدفيانة, تجمع سكاني كوم الرف |
| بلدية ام القطين والمكيفته    |          |       | ام القطين, المكيفته |
| بلدية دير الكهف الجديدة      |          |       | دير الكهف, دير القن, قاسم |
| بلدية الرويشد الجديدة        |          |       | الرويشد, منشية الغياث, التجمعات السكانية (الروضة, الريشة الغربية, الاثني, المشاقيق, الريشة الشرقية, الرقبان, مركز حدود الكرامة)                                                |
| بلدية الصالحية و نايفة       |          |       | الصالحية, نايفة |
| بلدية بني هاشم               |          |       | - |
| بلدية الصفاوي                |          |       | |

- حوشا

#### جرش
تتكون محافظة جرش من 5 بلديات وهي:
| إسم البلدية      | المحافظة | الفئة | المناطق التابعة للبلدية     |
| بلدية جرش الكبرى |          |       | جرش, سوف, الكفيرء           |
| بلدية المعراض    |          |       | ريمون, نحلة, الكته, ساكب    |
| بلدية باب عمان   |          |       | مرصع, المصطبة, جبة          |
| بلدية النسيم     |          |       | قفقفا, الربوه, كفرخل, بليلا |
| بلدية برما       |          |       | برما                        |

#### عجلون
تتكون محافظة عجلون من 5 بلديات، وهي:
| إسم البلدية          | المحافظة | الفئة | المناطق التابعة للبلدية                                      |
| بلدية عجلون الكبرى   |          |       | عجلون, عنجرة, عين جنا, الروابي, الصفا                        |
| بلدية كفرنجة الجديدة |          |       | كفرنجة, راجب                                                 |
| بلدية الجنيد         |          |       | صخرة, عبين و عبلين                                           |
| بلدية الشفا          |          |       | الهاشمية, حلاوة, الوهادنة                                    |
| بلدية العيون         |          |       | عرجان، باعون، راسون، اوصرة، صنعار، عصيم، المرجم، بئر الدالية |

#### البلقاء
تتكون محافظة البلقاء من 9 بلديات وهي:
| إسم البلدية           | المحافظة | الفئة | المناطق التابعة للبلدية                                                               |
| بلدية السلط الكبرى    |          |       | السلط , يرقا, عيرا, زي, علان, الرميمين, ام جوزه, وادي الحور و تجمع سكاني اليزيدية     |
| بلدية عين الباشا      |          |       | صافوت, ابو نصير, ام الدنانير, تجمعات سكانية ( موبص, السليحي, سلحوب, ام انجاصه, الرمان |
| بلدية العارضة الجديدة |          |       | الصبيحي, خالد بن الوليد, بيوضه, تجمع سكاني سوميا                                      |
| بلدية دير علا الجديدة |          |       | دير علا , ابو عبيدة و البلاونة, خزمه, ضرار, الطوال الشمالي, الطوال الجنوبي            |
| بلدية معدي الجديدة    |          |       | معدي, مثلث العارضة, ظهر الرمل, داميا                                                  |
| بلدية سويمة           |          |       | سويمة                                                                                 |
| بلدية الشونة الوسطى   |          |       | الشونة الجديدة، الشونة الجنوبية، الكرامة، الكفرين, الروضة, الرامة                     |
| بلدية الفحيص          |          |       | الفحيص                                                                                |
| بلدية ماحص            |          |       | ماحص                                                                                  |

#### العاصمة
إضافة إلى أمانة عمان الكبرى، فإن محافظة العاصمة تتكون من 8 بلديات وهي:
| إسم البلدية             | المحافظة | الفئة | المناطق التابعة للبلدية |
| بلدية سحاب              |          |       | سحاب |
| بلدية أم البساتين       |          |       | أم البساتين، تجمع سكاني (السامك) |
| بلدية الموقر            |          |       | الموقر, الحاتمية, منشية القضاه, مغاير المهنا, الفيصلية, النقيرة, ام بطمة, ذهيبة الشرقية, رجم الشامي الغربي و سالم , رجم الشامي الشرقي, الذهيبة الغربية, الهاشمية و الكتيفه و اللسين, تجمع سكاني(روضة الحسين)                                                                                  |
| بلدية ام الرصاص الجديدة |          |       | ام الرصاص, طور الحشاش و الندوة, الرميل و عليان, الرامه و المشيرفةو الياهون, التجمعات السكانية(الفيصلية, الدامخي, الجميل, ثريا) |
| بلدية الجيزة الجديدة    |          |       | الجيزة, القسطل و المشتى, منجا و الزيتونة, اللبن و الطنيب, ام العمد و الخضراء, نتل و الزعفران, حواره و المناره و جلول, ام الوليد و ام قيصر, ارينبة الغربية, العامرية, التجمعات السكانية ( دليلة, صوفه, النيروز, ام رمانه, الغبية, القنيطرة, تجمعات منطقة المطار, السيفيه, مخيم الطالبية زويزا) |
| بلدية ناعور             |          |       | ناعور , العدسية , الروضة |
| بلدية حسبان             |          |       | المشقر , العال , حسبان |
| بلدية العامرية          |          |       | العامرية |

#### الزرقاء
تتكون محافظة الزرقاء من 7 بلديات وهي:
| إسم البلدية            | المحافظة | الفئة | المناطق التابعة للبلدية                                                                                 |
| بلدية الزرقاء          |          |       | الزرقاء                                                                                                 |
| بلدية الرصيفة          |          |       | الرصيفة                                                                                                 |
| بلدية الهاشمية الجديدة |          |       | الهاشمية, أم صليح وغرسا, السخنة, قرى بني هاشم                                                           |
| بلدية بيرين الجديدة    |          |       | بيرين, أم رمانة ورجم الشوك, العالوك المسرات, الكمشة, صروت,التجمعات السكانية ( الرياض ومرحب ) , الوهادنة |
| بلدية الظليل           |          |       | الظليل                                                                                                  |
| بلدية الحلابات         |          |       | الحلابات                                                                                                |
| بلدية الأزرق           |          |       | الأزرق الشمالي, تجمع الأزرق الجنوبي, منطقة العمري الحدودية, عرجان                                       |

#### مأدبا
تتكون محافظة مأدبا من 4 بلديات، وهي:
| إسم البلدية         | المحافظة | الفئة | المناطق التابعة للبلدية                                                     |
| بلدية مادبا الكبرى  |          |       | مادبا, الفيصلية , جرينة الشوابكة, غرناطة و العريش, ماعين, المريجات و الحوية |
| بلدية ذيبان الجديدة |          |       | ذيبان, العالية, الشقيق                                                      |
| بلدية لب و مليح     |          |       | لب , مليح                                                                   |
| بلدية جبل بني حميدة |          |       | جبل بني حميدة                                                               |

#### الكرك
تتكون محافظة الكرك من 11 بلديات وهي:
| إسم البلدية            | المحافظة | الفئة | المناطق التابعة للبلدية                                                                                 |
| بلدية الكرك الكبرى     |          |       | الكرك , بذان وبردى, العدنانية, منشية ابو حمور, ادر, الجديدة, زيد بن حارثة, الشهابية, الثنية, وادي الكرك |
| بلدية السلطاني         |          |       | السلطاني, الوادي الابيض                                                                                 |
| بلدية القطرانة         |          |       | القطرانة                                                                                                |
| بلدية طلال الجديدة     |          |       | طلال , الجدعا                                                                                           |
| بلدية مؤاب الجديدة     |          |       | محي, مؤاب, ذات راس                                                                                      |
| بلدية مؤته والمزار     |          |       | سول , المزار الجنوبي , العراق , الطيبة , جعفر                                                           |
| بلدية عي               |          |       | اعي, جوزا , كثرب                                                                                        |
| بلدية شيحان            |          |       | السماكية , القصر , الياروت , الربة                                                                      |
| بلدية عبدالله بن رواحه |          |       | فقوع , امرع , صرفا                                                                                      |
| بلدية الاغوار الجنوبية |          |       | |

#### معان
تتكون محافظة معان من 7 بلديات وهي:
| إسم البلدية            | المحافظة | الفئة | المناطق التابعة للبلدية           |
| بلدية معان الكبري      |          |       | معان                              |
| بلدية الاشعري          |          |       | المنشية, تجمع سكاني الجربا , اذرح |
| بلدية الجفر            |          |       | الجفر                             |
| بلدية الحسينية الجديدة |          |       | الحسينية , الهاشمية               |
| بلدية الشراه           |          |       | الشراه , المريغة                  |
| بلدية الشوبك الجديدة   |          |       | الشوبك , العبدلية, حمزة           |
| بلدية ايل الجديدة      |          |       |                                   |

#### العقبة
تتكون محافظة العقبة من 5 بلديات وهي:
| إسم البلدية           | المحافظة | الفئة | المناطق التابعة للبلدية                         |
| بلدية القويرة الجديدة |          |       | القويرة, الراشدية, الحميمة و العباسية و العسلية |
| بلدية حوض الديسة      |          |       | الديسة                                          |
| بلدية قريقرة وفينان   |          |       | قريقرة و فينان                                  |
| بلدية وادي عربة       |          |       | وادي عربه                                       |
| بلدية قطر ورحمة       |          |       | قطر ورحمة                                       |

#### الطفيلة
تتكون محافظة الطفيلة من 4 بلديات وهي:
| إسم البلدية          | المحافظة | الفئة | المناطق التابعة للبلدية                                         |
| بلدية الطفيلة الكبرى |          |       | الطفيلة, عين البيضاء, العيص, الحسين ( رويم, صنفحه, عرفه ), عيمه |
| بلدية بصيرا          |          |       | بصيرا, غرندل                                                    |
| بلدية القادسية       |          |       | القادسية, اسكان مصنع اسمنت الجنوب, بلدية ضانا                   |
| بلدية الحسا          |          |       | الحسا, جرف الدراويش                                             |

### البلديات حسب الفئة

#### بلديات الفئة الأولى
تتكون بلديات الفئة الأولى من 11 بلدية وهي:
- بلدية إربد الكبرى
- بلدية جرش الكبرى
- بلدية عجلون الكبرى
- بلدية المفرق الكبرى
- بلدية الكرك الكبرى
- بلدية الزرقاء
- بلدية السلط الكبرى
- بلدية مادبا الكبرى
- بلدية الطفيلة الكبرى
- بلدية معان
- بلدية الرصيفة

#### بلديات الفئة الثانية
تتكون بلديات الفئة الثانية من 55 بلدية، وهي:
- غرب إربد
- ديرأبي سعيد
- الرمثا
- خالد بن الوليد
- الكفارات
- السرو
- سهل حوران
- المزار
- معاذ بن جبل
- طبقة فحل
- شرحبيل بن حسنة
- الطيبة
- برقش
- الوسطية
- الرويشد
- الخالدية
- الصالحية ونايفة
- أم الجمال
- صبحا والدفيانة
- بلعما
- رحاب
- الجنيد
- الشفا
- العيون
- كفرنجة
- المعراض
- النسيم
- الهاشمية
- الضليل
- الشونة الوسطى
- عين الباشا
- العارضة
- دير علا
- معدي
- بلدية الفحيص
- ذيبان
- مؤتة والمزار
- مؤاب
- شيحان
- الأغوار الجنوبية
- حوشا
- عي
- عبد الله بن رواحة
- القطرانة
- بصيرا
- الحسا
- الحسينية
- الشوبك
- القويرة
- سحاب
- الموقر
- ناعور
- الجيزة
- بيرين
- حسبان

#### بلديات الفئة الثالثة
تتكون بلديات الفئة الثالثة من 34 بلدية، وهي:
- رابية الكورة
- اليرموك
- الشعلة
- باب عمان
- برما
- أم القطين والمكيفتة
- دير الكهف
- الزعتري والمنشية
- السرحان
- الأمير الحسين
- منشية بني حسن
- الأزرق
- الحلابات
- أم الرصاص
- بلدية ماحص
- لب ومليح
- جبل بني حميدة
- طلال
- القادسية
- الجفر
- إيل
- الشراة
- الأشعري
- وادي عربة
- حوض الديسة
- أم البساتين
- بني هاشم
- الصفاوي
- الباسلية
- العامرية
- سويمة
- السلطاني
- قريقرة وفينان
- قطر ورحمة

### بلديات ذات حالة خاصة
| الرقم | البلدية                             | تاريخ التأسيس | المركز  | تعداد السكان | المحافظة       | اللواء                                            | الفئة    |
| ----- | ----------------------------------- | ------------- | ------- | ------------ | -------------- | ------------------------------------------------- | -------- |
| 1     | أمانة عمان الكبرى                   | 1909 م        | عمّان    |              | العاصمة        | قصبة عمان لواء ماركا لواء الجامعة لواء وادي السير | لا ينطبق |
| 2     | سلطة منطقة العقبة الاقتصادية الخاصة | 2001 م        | العقبة  |              | محافظة العقبة  | لواء قصبة العقبة                                  | لا ينطبق |
| 3     | اقليم البتراء                       | 2009 م        | البتراء |              | محافظة العاصمة | لواء البتراء                                      | لا ينطبق |

## ورابط خارجية
- تقرير الانتخابات البلدية لعام 2020 - الهيئة المستقلة للانتخاب
- بلديات الأردن - وزارة الإدارة المحلية